# Neominois stretchii
Neominois stretchii är en fjärilsart som beskrevs av Edwards. Neominois stretchii ingår i släktet Neominois och familjen praktfjärilar. Inga underarter finns listade i Catalogue of Life.